# Wojciech Nowicki (polityk)
Wojciech Nowicki (ur. 15 marca 1958) – polski menedżer, marketingowiec i urzędnik państwowy, w latach 2011–2013 podsekretarz stanu w Kancelarii Prezesa Rady Ministrów i jej wiceszef.

## Życiorys
Absolwent Wydziału Ekonomiki Transportu Uniwersytetu Gdańskiego. Ukończył podyplomowe studia Budowy Strategii Spółek w Kolegium Zarządzania i Finansów Szkoły Głównej Handlowej w Warszawie.
Od 1990 do 1993 kierował biurem marketingu w „Gazecie Gdańskiej”, następnie został dyrektorem naczelnym wydawnictwa Gazeta Gdańska sp. z o.o. W latach 1993–2002 pozostawał członkiem zarządu i dyrektorem ekonomicznym Radia Gdańsk. Od 2003 do 2010 kierował biurem Krajowej Rady Radiofonii i Telewizji. Zasiadał także w licznych radach nadzorczych: Przedsiębiorstwa Przemysłu Zbożowo-Młynarskiego PZZ Bydgoszcz, Zespołu Zarządców Nieruchomościami WAM i Pomorskiej Specjalnej Strefy Ekonomicznej.
11 kwietnia 2011 został podsekretarzem stanu w Kancelarii Premiera i zarazem zastępcą jej szefa. Odwołany z funkcji wiceszefa 7 marca 2013. W maju 2013 przestał być również podsekretarzem stanu.